# Santiago Cafiero
Santiago Cafiero, né le 30 août 1979 à San Isidro, dans la province de Buenos Aires, est un politologue et homme politique argentin.
Il est chef du cabinet des ministres de 2019 à 2021, puis ministre des Relations extérieures, du Commerce international et du Culte du président Alberto Fernández de 2021 à 2023.

## Enfance et éducation
Santiago Andrés Cafiero est fils de Juan Pablo Cafiero, ministre du Développement social pendant la présidence de Fernando de la Rúa en 2001, et de María Luisa Bianchi. Son grand-père, Antonio Cafiero, a occupé de nombreux postes politiques importants, y compris celui de gouverneur de Buenos Aires, et a également été brièvement chef du cabinet des ministres sous Eduardo Camaño,. 